# Єлівка
Єлівка — село в Україні, у Малинській міській територіальній громаді Коростенського району Житомирської області. Населення становить 63 особи (2001).

## Історія
З 21.10.1925 року входило до складу Єлівської сільської ради, до якої також входили села Берестяне, В'юнище, Горень, Здрівля, Мокрець. Станом на 17.12.26 на обліку значився хутір Червоний Хутір. 11.08.54 об'єднана з Нянівською сільрадою з підпорядкуванням с. Нянівка. 14.03.60 об'єднана з Березинською сільрадою.
У 2010 році Житомирська обласна рада ухвалила рішення про уточнення назви села на Елівка, проте Верховною Радою це уточнення поки не затверджене.
12 червня 2020 року, відповідно до розпорядження Кабінету Міністрів України № 711-р «Про визначення адміністративних центрів та затвердження територій територіальних громад Житомирської області», територію та населені пункти Горинської сільської ради включено до складу Малинської міської територіальної громади Коростенського району Житомирської області.

## Населення

### Мова
Розподіл населення за рідною мовою за даними перепису 2001 року:
| Мова       | Кількість | Відсоток |
| ---------- | --------- | -------- |
| українська | 61        | 96.83%   |
| російська  | 2         | 3.17%    |
| Усього     | 63        | 100%     |